# 에이프릴 헌터

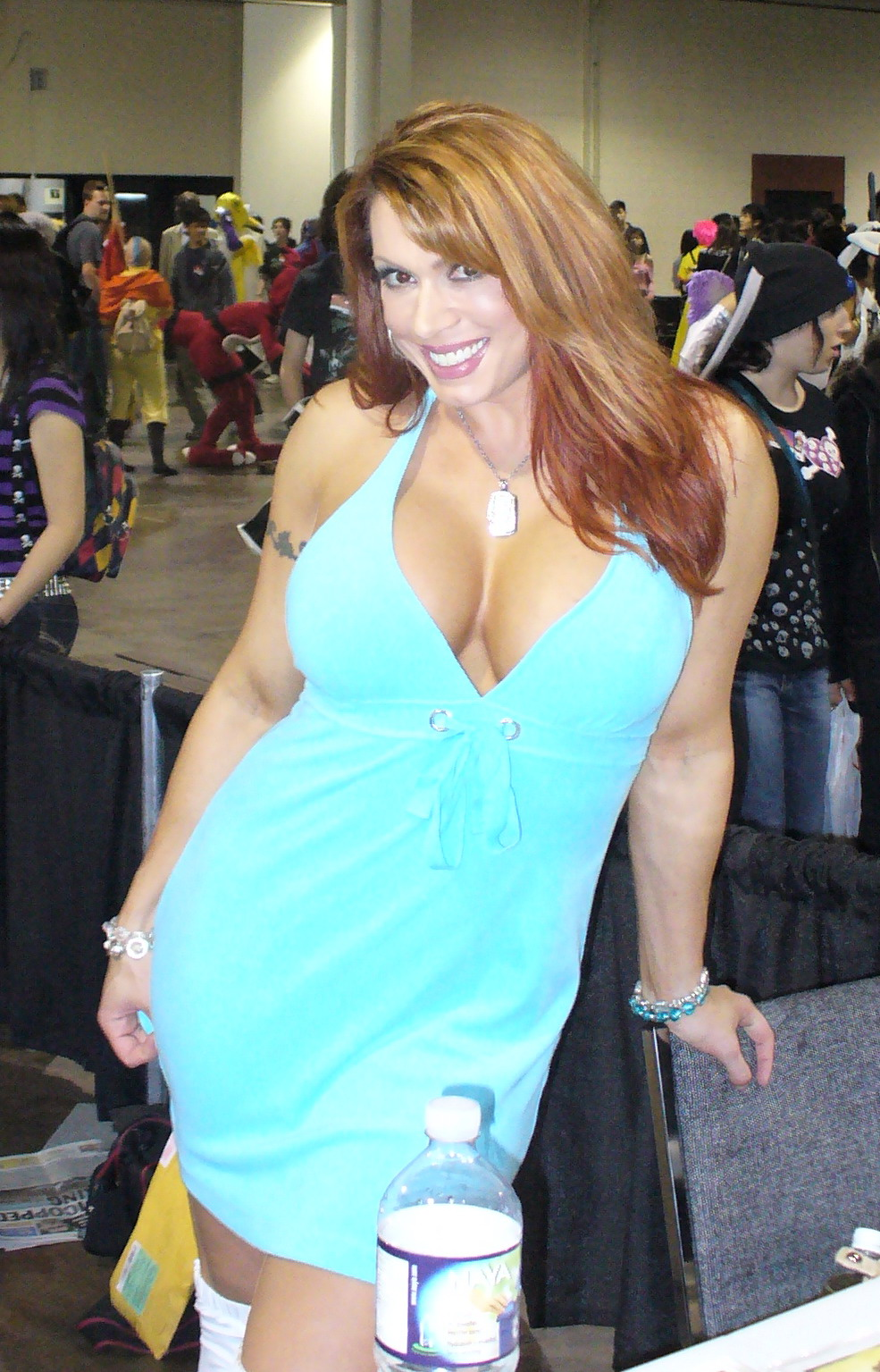

에이프릴 헌터(April Hunter, 1973년 9월 24일 ~ )는 미국의 프로 레슬링 선수, 영화배우, 모델, 글래머 모델, 매니저이다.
필라델피아에서 태어났다.

## 영화
- 그레이브디거 (2013년)
- 더 미트 퍼핏 (2012년)

## 수상
- FNW 위민스 챔피언 1회
- GSW 월드 위민스 챔피언 1회
- GCW W.I.L.D. 챔피언 1회
- JAPW 태그팀 챔피언 1회 - 슬라이크 와그너 브라운
- JCW 위민스 챔피언 1회
- NWA 사이버스페이스 위민스 챔피언 1회
- 3PW 태그팀 챔피언 1회 - 슬라이크 와그너 브라운
- 월드 퀸스 오브 카오스 챔피언 1회
- USA 프로 위민스 챔피언 1회
- WXW 위민스 챔피언 1회